# Zhou Shouying
Zhou Shouying (xinès: 周守英)  (valor desconegut, 11 de setembre de 1969) és una ex-remadora xinesa que va competir sota bandera durant les dècades de 1980 i 1990.
El 1988 va prendre part en els Jocs Olímpics de Seül, on disputà dues proves del programa de rem. Guanyà la medalla de plata en la competició del quatre amb timoner, formant equip amb Hu Yadong, Li Ronghua, Yang Xiao i Zhang Xianghua; i la de bronze en la prova del vuit amb timoner. Quatre anys més tard, als Jocs de Barcelona, fou quarta en quatre sense timoner i cinquena en el vuit amb timoner del programa de rem. En el seu palmarès també destaca una medalla de plata al Campionat del món de rem i una d'or als Jocs Asiàtics.